# Боасе ле Монрон
Боасе ле Монрон (фр. Boisset-lès-Montrond) насеље је и општина у источној Француској у региону Рона-Алпи, у департману Лоара која припада префектури Монбризон.
По подацима из 2011. године у општини је живело 1.094 становника, а густина насељености је износила 136,58 становника/km². Општина се простире на површини од 8,01 km². Налази се на средњој надморској висини од 345 метара (максималној 379 m, а минималној 337 m).

## Демографија
| 1962. | 1968. | 1975. | 1982. | 1990. | 1999. | 2011. |
| ----- | ----- | ----- | ----- | ----- | ----- | ----- |
| 515   | 517   | 523   | 633   | 670   | 828   | 1.094 |

График промене броја становника у току последњих година